# (271009) Reitterferenc
(271009) Reitterferenc ist ein Asteroid des inneren Hauptgürtels, der am 25. Dezember 2002 von dem ungarischen Amateurastronomen Krisztián Sárneczky am Piszkéstető-Observatorium (IAU-Code 561) im nordungarischen Mátra-Gebirge im Auftrag des Budapester Konkoly-Observatoriums entdeckt wurde. Sichtungen des Asteroiden hatte es vorher schon am 6. Dezember 2002 mit der vorläufigen Bezeichnung 2002 XX116 im Rahmen des Digital Sky Surveys am Apache-Point-Observatorium in New Mexico gegeben.
Der Asteroid ist Mitglied der Massalia-Familie, einer Gruppe von Asteroiden mit geringer Bahnneigung, benannt nach ihrem größten Mitglied (20) Massalia. Die zeitlosen (nichtoskulierenden) Bahnelemente von (271009) Reitterferenc sind fast identisch mit denjenigen des kleineren, wenn man von der Absoluten Helligkeit von 17,8 gegenüber 17,5 ausgeht, Asteroiden (385747) 2005 XC30.
(271009) Reitterferenc wurde am 8. Oktober 2014 nach dem ungarischen Architekten und Ingenieur Ferenc Reitter (1813–1874) benannt.